# Sakura háborúja
A Sakura háborúja (サクラ大戦; Szakura taiszen; Hepburn: Sakura taisen; angol címén Sakura Wars) japán animesorozat, amely a Sega és a Red Entertainment Szakura taiszen (Sakura Wars) című videójáték-franchise-án alapul. Az animét Nakamura Rjútaró rendezte és a Madhouse stúdió gyártásában készült. Zenéjét Tanaka Kóhei szerezte. Japánban elsőként a TBS csatorna vetítette 2000. április 8. és szeptember 23. között. Észak-Amerikában az ADV Films licencelte és 2003-tól 2009-ig forgalmazta. 2009-ben a Sentai Filmworks szerezte meg a jogokat. Magyarországon az AXN vetítette magyar szinkronnal, először 2003 és 2004 között, majd az AXN Sci-Fi-n is látható volt.
A történet középpontjában a fiatal Singudzsi Szakura áll, aki csatlakozik a Császári Virág Harci Egységhez, a Japán Császári Hadsereg különleges egységéhez, melynek tagjai kivételes szellemi energiával rendelkeznek. Képesek irányítani a Kóbu nevű gépeket, amelyekkel meg kell védeniük a fővárost a démoni erőktől.

## Cselekmény

A sorozat főszereplői; balról jobbra: Kóran Ri, Iris Châteaubriand, Kirisima Kanna, Singudzsi Szakura, Ógami Icsiró, Kanzaki Szumire és Tacsibana Maria

1918-ban járunk, a nagy kóma háború után. A történet középpontjában a fiatal Singudzsi Szakura áll, aki vidékről a japán fővárosba utazik, hogy apja nyomdokaira lépve védelmezze a várost a démoni erőktől. Szakura a Császári Virág Harci Egységhez, a Japán Császári Hadsereg különleges egységéhez szeretne csatlakozni, meglepetésére a megadott címen egy színházat talál. Az egység tagjai amellett, hogy harcosok, profi színészek is, a Császári Virág Társulatot alkotják. Kivételes szellemi energiájukat, amellyel képesek irányítani a Kóbu nevű gépeket, előadás közben fejlesztik. Szakura bemutatkozása balul sül el, amikor ügyetlenségével tönkreteszi a társulat egyik próbáját, majd egy hangárba kerülve akaratlanul is beindítja a Kóbukat, nem kevés galibát okozva. A kezdeti elutasítottsága azonban kezd feloldódni, ahogy végbemegy Szakura néha vicces, néha drámai beilleszkedése, s végül ő lesz az igazi sztár a színpadon.
A fővárosban egyre gyakrabban jelennek meg démoni vakidzsik, akik egy régmúltban történt tragédia miatt mérhetetlen gyűlöletet táplálnak. Az események középpontjában egy magát Aoi Sataninak nevező férfi áll, aki nem más, mint Jamazaki Sinnoszuke, a Kóbu feltalálója és Szakura apjának egykori bajtársa az Anti-Kóma Osztagban, a Virág Harci Egység elődjében. Satani immár démoni erővel bír, s célja az öt tenfuszeki elpusztítása és ezen pecsétek feltörésével a Gonoszt, Asima Tenkait a világra szabadítani.

## Szereplők
| Szereplő | Japán hang                                          | Magyar hang                                                    |                                                     |
| Császári Virág Harci Egység/Császári Virág Társulat | Császári Virág Harci Egység/Császári Virág Társulat | Császári Virág Harci Egység/Császári Virág Társulat            | Császári Virág Harci Egység/Császári Virág Társulat |
| --- | --------------------------------------------------- | -------------------------------------------------------------- | --------------------------------------------------- |
| Singudzsi Szakura (真宮寺 さくら; Hepburn: Shinguji Sakura) | Jokojama Csisza                                     | Oroszlán Szonja                                                |                                                     |
| Ógami Icsiró (大神 一郎; Hepburn: Ōgami Ichirō) | Szujama Akio                                        | Hevér Gábor                                                    |                                                     |
| Kanzaki Szumire (神崎 すみれ; Hepburn: Kanzaki Sumire) | Tomizava Micsie                                     | Urbán Andrea                                                   |                                                     |
| Tacsibana Maria (タチバナ・マリア; Hepburn: Tachibana Maria) | Takano Urara                                        | Nemes Takách Kata                                              |                                                     |
| Iris Châteaubriand (イリス・シャトーブリアン (アイリス); Hepburn: Irisu Shatōburian (Airisu))                                                                                           | Nisihara Kumiko                                     | Bálint Sugárka                                                 |                                                     |
| Kóran Ri (李 紅蘭; Hepburn: Kōran Ri; Kohran Li) | Fucsizaki Juriko                                    | Kiss Virág                                                     |                                                     |
| Kirisima Kanna (桐島 カンナ; Hepburn: Kirishima Kanna) | Tanaka Majumi                                       | Agócs Judit                                                    |                                                     |
| A Császári Virág Harci Egység vezetősége |                                                     |                                                                |                                                     |
| Joneda Ikki (米田 一基; Hepburn: Yoneda Ikki) | Ikeda Maszaru                                       | Csuha Lajos                                                    |                                                     |
| Fudzsieda Ajame (藤枝 あやめ; Hepburn: Fujieda Ayame) | Orikasza Ai                                         | Holló Orsolya                                                  |                                                     |
| Szél Hadosztály |                                                     |                                                                |                                                     |
| Fudzsii Kaszumi (藤井 かすみ; Hepburn: Fujii Kasumi) | Okamura Akemi                                       | Zsigmond Tamara                                                |                                                     |
| Szakakibara Juri (榊原 由里; Hepburn: Sakakibara Yuri) | Maszuda Juki                                        | Mahó Andrea                                                    |                                                     |
| Takamura Cubaki (高村 椿; Hepburn: Takamura Tsubaki) | Hikami Kjóko                                        | Horváth Lili (1–21. epizód) Bogdányi Titanilla (22–25. epizód) |                                                     |
| Fekete Szentély Tanácsa |                                                     |                                                                |                                                     |
| Aoi Satani (葵 叉丹; Aoi Satan) / Jamazaki Sinnoszuke (山崎 真之介; Hepburn: Yamazaki Shinnosuke)                                                                                       | Janaka Hirosi                                       | Dolmány Attila                                                 |                                                     |
| Bíbor Miroku (紅のミロク; Kurenai no Miroku) | Hikata Jumi                                         | Makay Andrea                                                   |                                                     |
| Szecuna (刹那; Hepburn: Setsuna) | Isida Akira                                         | Szokol Péter                                                   |                                                     |
| Raszecu (羅刹; Hepburn: Rasetsu) | Egava Hiszao                                        | N/A                                                            |                                                     |
| További szereplők |                                                     |                                                                |                                                     |
| Kajama Júicsi (加山 雄一; Hepburn: Kayama Yūichi) | Kojaszu Takehito                                    | Seder Gábor                                                    |                                                     |
| Hanakódzsi Joricune (花小路 頼恒; Hepburn: Hanakōji Yoritsune) | Kitamura Kóicsi                                     | Izsóf Vilmos                                                   |                                                     |
| További magyar hangok |                                                     |                                                                |                                                     |
| Böhm Anita, Grúber Zita, Kajtár Róbert, Kapácsy Miklós, Kisfalusi Lehel, Kiss Eszter, Kossuth Gábor, Láng Balázs, Morvay Gábor, Németh Gábor, Németh Judit, Uri István, Várnagy Katalin |                                                     |                                                                |                                                     |

## Epizódok
| #  | Epizód címe | Első japán sugárzás  | Első magyar sugárzás |
| -- | --- | -------------------- | -------------------- |
| 1  | Sakura színre lép Szakura teito ni kuru (さくら帝都に来る; Hepburn: Sakura teito ni kuru)                                             | 2000. április 8.     | 2003                 |
| 2  | A város, amit meg kell védened Mamorubeki tosi (守るべき都市; Hepburn: Mamorubeki toshi)                                              | 2000. április 15.    |                      |
| 3  | Sakura első szerepe Szakura no hacubutai (さくらの初舞台; Hepburn: Sakura no hatsubutai)                                              | 2000. április 22.    |                      |
| 4  | Az új parancsnok Kagekidan no sin taicsó (華撃団の新隊長; Hepburn: Kageki-dan no shin taichō)                                         | 2000. április 29.    |                      |
| 5  | A gonosz árnyéka Dzsaaku naru kage (邪悪なる影; Hepburn: Jaaku naru kage)                                                             | 2000. május 6.       |                      |
| 6  | A Koubu szíve Kóbu no kokoro (光武の心; Hepburn: Kōbu no kokoro)                                                                      | 2000. május 13.      |                      |
| 7  | Helyes döntés Oisii csicudzso (おいしい秩序; Hepburn: Oishii chitsujo)                                                                | 2000. május 20.      |                      |
| 8  | Kezdődik az előadás! Kore ga Revue (これがレビュー; Kore ga Rebjú; Hepburn: Kore ga Rebyū)                                            | 2000. május 27.      |                      |
| 9  | A kislány emlékei Kuvassarí to jobareta sódzso (火喰い鳥と呼ばれた少女; Hepburn: Kuwassarī to yobareta shōjo)                         | 2000. június 3.      |                      |
| 10 | A viharkeltő Arasi vo jobu onna (嵐を呼ぶ女; Hepburn: Arashi wo yobu onna)                                                            | 2000. június 10.     |                      |
| 11 | Az edzőtábor Hanagumi gassuku (花組合宿; Hepburn: Hanagumi gasshuku)                                                                  | 2000. június 17.     |                      |
| 12 | Magányos születésnap Hitoriboccsi no Birthday (ひとりぼっちのバースデー; Hitoriboccsi no Bászudé; Hepburn: Hitoribocchi no Bāsudē)    | 2000. június 24.     |                      |
| 13 | A lány büszkesége Hana to szakase jo! Otome no idzsi de! (花と咲かせよ！乙女の意地で！; Hepburn: Hana to sakase yo! Otome no iji de!) | 2000. július 1.      |                      |
| 14 | Iris ereje Iris sucugeki szu! (アイリス出撃す！; Airiszu sucugeki szu!; Hepburn: Airisu shutsugeki su!)                               | 2000. július 8.      |                      |
| 15 | Sakura hazatér Szakura kokjó e kaeru (さくら故郷へ帰る; Hepburn: Sakura kokyō e kaeru)                                                | 2000. július 15.     |                      |
| 16 | Az alakulat Taikómabutai (対降魔部隊; Hepburn: Taikōmabutai)                                                                          | 2000. július 22.     |                      |
| 17 | A nyitány Dzsokjoku (序曲; Hepburn: Jokyoku)                                                                                          | 2000. július 29.     |                      |
| 18 | Hamupipőke Cinderella (シンデレラ; Sinderera; Hepburn: Shinderera)                                                                    | 2000. augusztus 5.   |                      |
| 19 | A harci formáció Hadzsa no dzsin (破邪の陣; Hepburn: Haja no jin)                                                                     | 2000. augusztus 12.  |                      |
| 20 | Lopakodó sötétség Sinobijoru jami (しのび寄る闇; Hepburn: Shinobiyoru yami)                                                           | 2000. augusztus 19.  |                      |
| 21 | Újabb küzdelem Mó hitocu no tatakai (もうひとつの戦い; Hepburn: Mō hitotsu no tatakai)                                                | 2000. augusztus 26.  |                      |
| 22 | A leégett színház Teigeki, endzsó (帝劇、炎上; Hepburn: Teigeki, enjō)                                                                | 2000. szeptember 2.  |                      |
| 23 | Képzelgések Jumemiru koro vo szugitemo (夢見る頃を過ぎても; Hepburn: Yumemiru koro wo sugitemo)                                       | 2000. szeptember 9.  |                      |
| 24 | A kötelék Kizuna (絆) | 2000. szeptember 16. |                      |
| 25 | Az álom folytatódik Jume no cuzuki (夢のつづき; Hepburn: Yume no tsuzuki)                                                             | 2000. szeptember 23. | 2004                 |

## Fogadtatás
Zac Bertschy az Anime News Networktől erősen negatív kritikát írt a negyedik DVD amerikai megjelenése alkalmából. A sorozat megtekintését „hallatlanul unalmas időpocsékolásnak” tartotta. Bírálta a gyenge animációt, amit a Madhouse anyagi problémáinak számlájára írt, és hiányolta az akciót a harcjelenetekből és maguknak a harcjeleneteknek a mennyiségét is. A szereplőket „érdektelennek, kiforratlannak és egydimenziósnak”, az angol szinkronhangokat „nevetségesen középszerűnek”, az epizódokat pedig „szaggatottnak, lassúnak és fájdalmasan érdektelennek” találta. Összességében a párbeszédekre „D+”, a történetre és az animációra „D”, a művészmunkára és a zenére „B” osztályzatot adott.
Theorin Martin (szintén Anime News Network) már pozitívabban értékelte a sorozatot, fő erősségnek emelte ki a rajzolást, de dicsérte a szereplők öltözetét, a menő technológiai alapokat és zenei aláfestést. Úgy gondolta, hogy puszta szórakozásként kell tekinteni a Sakura háborújára, mert bármilyen elemzésbe kezdve előbukkannak a hibái. A szinkronra „C”, a feliratra „B-”, a történetre „C+”, az animációra és a művészmunkára „B”, a zenére „B+” osztályzatot adott.
A T.H.E.M. Anime Reviews az ötből három csillagot adott a sorozatnak. A kritikus szerint a Sakura háborúja egy tömör sorozat, amely lassú előrehaladástól szenved és nehéz róla bárkivel beszélni, aki nem jártas a japán kultúrában.